# Церква Різдва Пресвятої Богородиці (Ділове)
Це́рква Різдва́ Пресвято́ї Богоро́диці — дерев'яна церква, яка знаходиться у селі Ділове, Рахівського району, Закарпатської області. Розташована за кілька кілометрів від українсько-румунського кордону, вона є унікальною пам'яткою народного дерев'яного будівництва та справжнім національним культурним надбанням, пам'ятка архітектури національного значення (№ 203).

## Архітектура
Це одна з небагатьох церков, що має збережений первинний інтер'єр. Основний об'єм — видовжена базиліка під двосхилим дахом з низькою баштою, вкритою шатром з маківкою. Повністю збережено ґанок з різьбленими стовпчиками і трикутним дашком, влаштованим на випущених брусах. Вище — великий трикутний фронтон. Своєрідними є голосниці башти у формі чотирьох аркових віконець з кожного боку. Дзвіниця церкви за своїми архітектурними і художніми якостями є одним із найдосконаліших витворів гуцульської народної архітектури.

## Історія
Перша згадка про храм Різдва Пресвятої Богородиці належить до 1750 року. Цю дату не спростовує і запис у єпископських документах 1801 року: «Требушани мають церкву дерев'яну, деякими роками давніше від ерара (ввід держави) создану содійствієм вірників». Побутує також версія про давніше походження церкви. Легенда розповідає, що дуже давно в урочищі Малий Подерей стояла каплиця. Під час бурі у каплицю влучила блискавка, і дзвін покотився вниз. Там, де він зупинився, збудували із смерекових брусів теперішню церкву.  У  радянську добу в 1949 році церкву було закрито і вона потроху занепадала, а в другій половині 1960-х років церкву підремонтували і відкрили в ній краєзнавчий музей. Упродовж наступних десятиріч церкву двічі перекривали драницею, вона то занепадала, то знову оновлювалася. У всякому разі, статус музею врятував церкву і вберіг від переробок.  У 1995 році, напередодні Великодня, церкву повернули греко-католикам, тоді й відбулася перша служба та освячення храму, який пересвятили з Успенського на Різдва Богородиці.
В радянські часи церква охоронялась як пам'ятка архітектури Української РСР (№ 193). В 2018 році церква визнана об’єктом культурної спадщини національного значення, який внесено до Державного реєстру нерухомих пам’яток України (№ 070038).

## Галерея

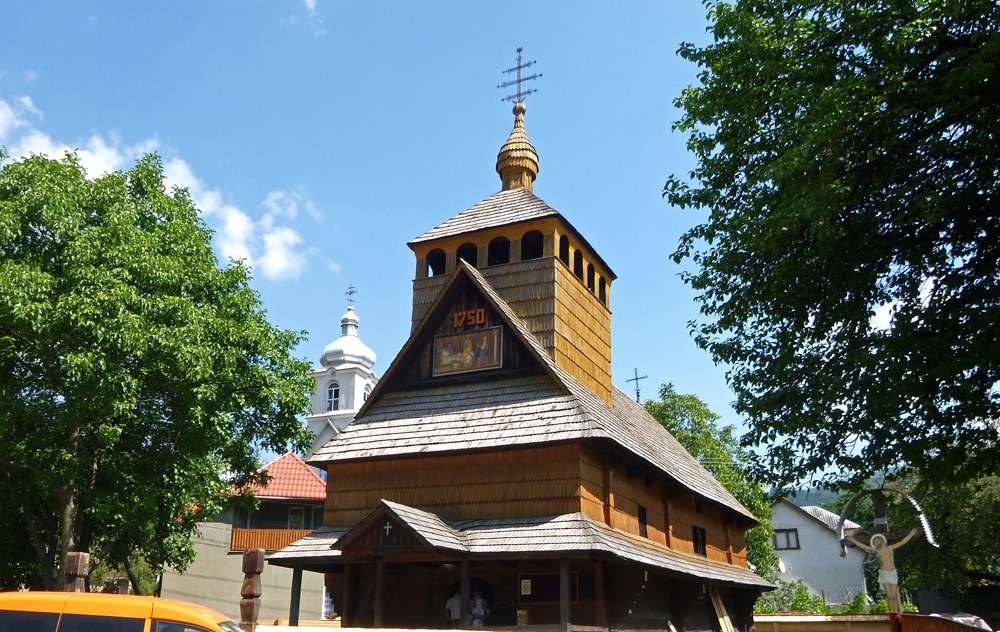
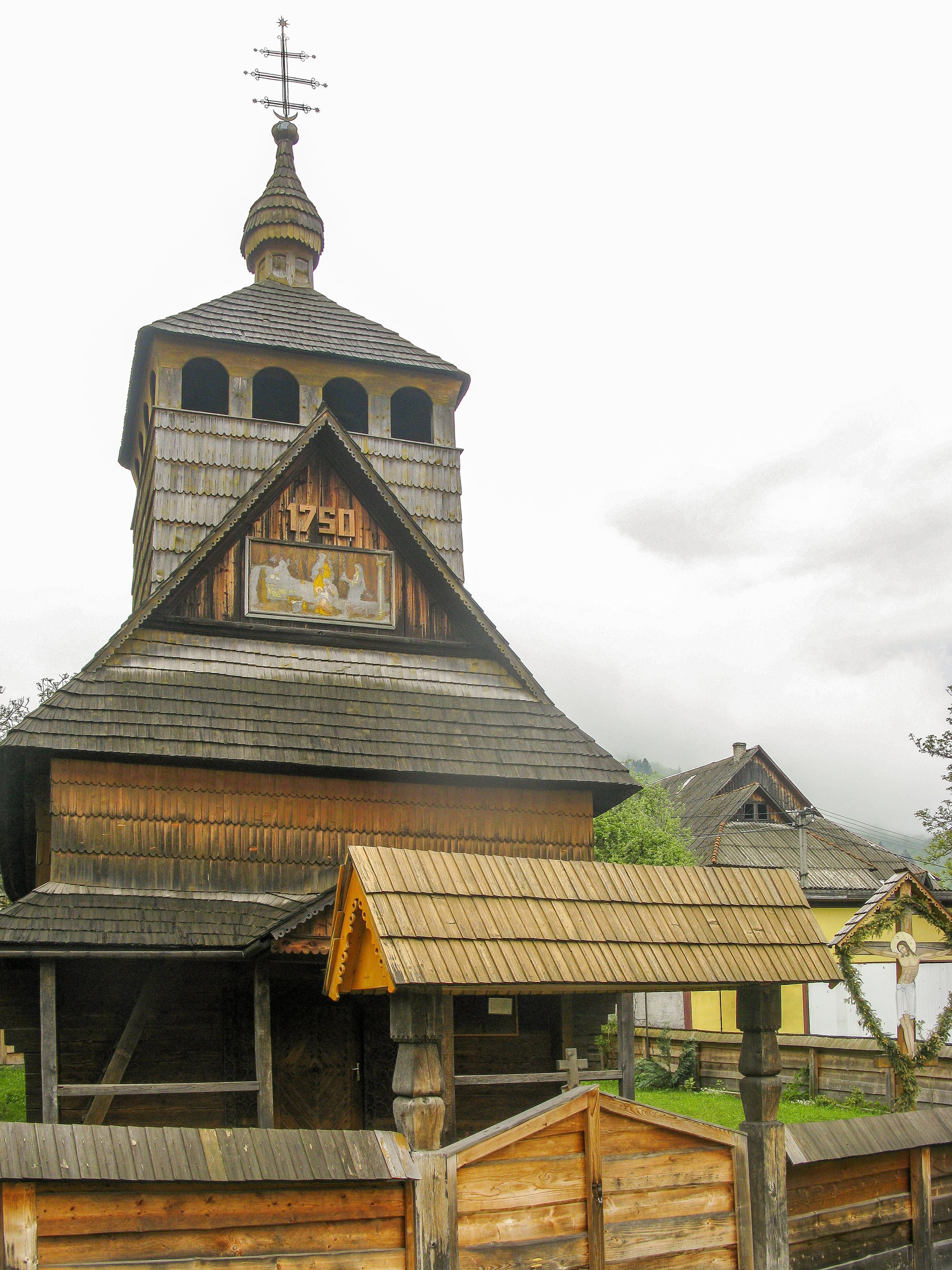